# Seno hiperbólico

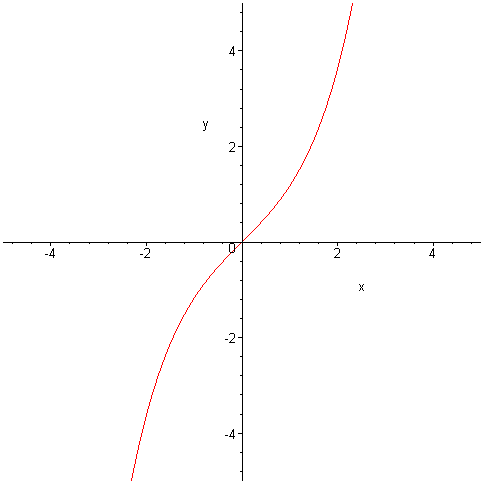
Seno hiperbólico

O seno hiperbólico é uma função hiperbólica com a propriedade de gerar uma hipérbole. Sua fórmula é apresentada abaixo:
{\displaystyle \operatorname {senh} (t)={\frac {e^{t}-e^{-t}}{2}}}
Estendendo-se o conceito de seno para o corpo dos números complexos através da série de Taylor, verificam-se as seguintes equivalências:[carece de fontes?]
{\displaystyle \operatorname {senh} (t)=-i\operatorname {sen}(it)}
{\displaystyle \operatorname {senh} (it)=i\operatorname {sen}(t)}
Onde {\displaystyle i} é a unidade imaginária.
A derivada do seno hiperbólico é o cosseno hiperbólico, assim como sua integral:
{\displaystyle {\frac {d}{dt}}\operatorname {senh} (t)=\cosh(t)}
{\displaystyle \int _{}^{}\operatorname {senh} (t)dt=\cosh(t)+C}